# Ravil Maganov
Ravil Ulfatovič Maganov (25. září 1954, Almeťjevsk, Tatarská ASSR – 1. září 2022, Moskva) byl ruský oligarcha, který byl předsedou představenstva národní ropné společnosti Lukoil.

## Život
Maganov vystudoval Moskevskou státní univerzitu ropy a zemního plynu v roce 1977. Jeho mladší bratr Nail je podnikatel a politik, který je ředitelem ruského producenta ropy Tatneft.

### Kariéra
Ravil Maganov nastoupil do Lukoilu krátce po založení společnosti v listopadu 1991. Byl blízkým spolupracovníkem jednoho ze zakladatelů Lukoilu Vagita Alekperova. Údajně to byl on, kdo vymyslel a navrhl název Lukoil. Zastával několik manažerských pozic a dohlížel na těžbu, rafinaci a průzkum ropy. Účastnil se jednání na ruském ministerstvu energetiky spolu s dalšími ropnými společnostmi před jednáními s OPEC. V roce 2019 obdržel od ruského prezidenta Vladimira Putina Řád Alexandra Něvského. Předsedou představenstva byl jmenován v roce 2020.

### Politické názory
Krátce poté, co v roce 2022 začala ruská invaze na Ukrajinu, vydala správní rada Lukoilu v čele s Maganovem prohlášení, v němž vyzvala k rychlému ukončení konfliktu. Označila jej za „tragédii“ a vyjádřila soustrast jeho obětem.

### Smrt
Dne 1. září 2022 Maganov zemřel po pádu z okna v 6. patře moskevské nemocnice. Byl hospitalizován kvůli infarktu. Lukoil potvrdil jeho smrt s tím, že „zemřel po těžké nemoci“. Ruská státní tisková agentura TASS oznámila úmrtí jako sebevraždu a tvrdila, že bral antidepresiva.